# Pantone (entreprise)
Pour les articles homonymes, voir Pantone.

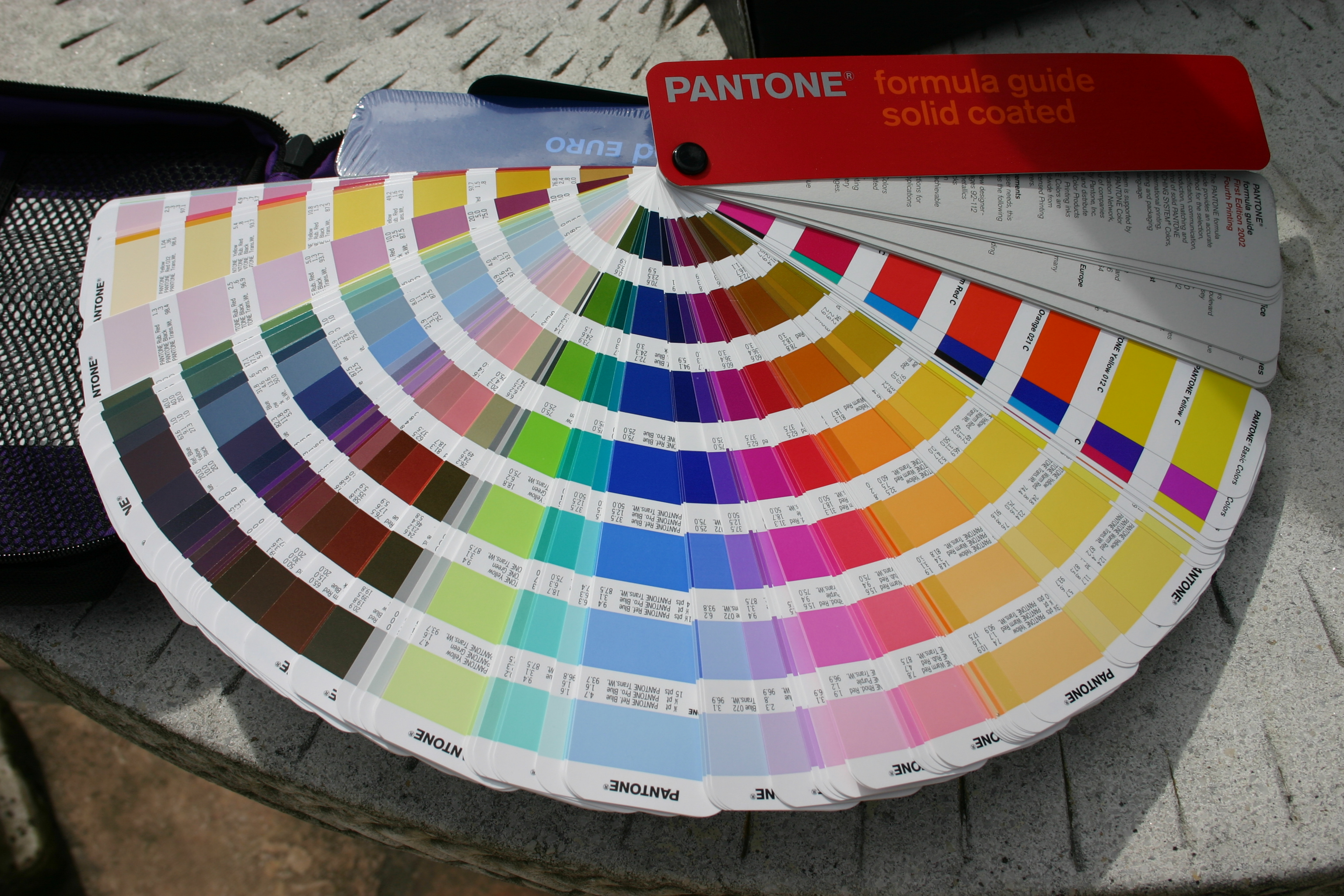
Nuancier Pantone.

Pantone est une entreprise basée à Carlstadt, dans le New Jersey aux États-Unis.

## Historique
À l'origine, Pantone est une petite société, fondée en 1866, qui fabrique des nuanciers pour les fabricants de cosmétiques. Lawrence Herbert rejoint Pantone en 1956 et la rachète en 1962. Il y développe son premier système de couleurs Pantone Matching System ou PMS pour l'impression en 1963.
Dans les années 1990, Pantone invente un nouveau procédé de séparation des couleurs d'imprimerie : l'hexachromie.
En octobre 2007, Pantone est rachetée par X-Rite (en).

### Identité visuelle (logo)

Logo de Pantone jusqu'en novembre 2006.
Logo de Pantone à partir de novembre 2006.

### Slogans
- « The power of color » (Le pouvoir de la couleur)
- « Because the world isn't black and white » (Parce que le monde n'est pas noir et blanc)
- « Where color comes from » (D'où la couleur provient)
- « The color of ideas » (La couleur des idées) : novembre 2006
- « Love Color » (Aimez la couleur) : 2011

## Le principe du Pantone
L'idée de base est de fournir aux imprimeurs la gamme la plus large de couleurs pures, utilisées en fonction des besoins pour des impressions le plus souvent en aplat ou éventuellement tramées. L’utilisation d’une encre de couleur spécifique permet d’obtenir le résultat attendu, contrairement à la quadrichromie utilisant les trois couleurs primaires (cyan, magenta, jaune) ainsi que le noir, qui permet de reproduire par mélanges toutes les autres teintes de couleurs, mais avec des incertitudes quant au rendu lorsqu’on désire avoir une couleur très précise (variations de la trame sur chaque couleur, variations d’encrage de la machine, etc.), et où les couleurs sont imprimées une par une (leur synthèse soustractive rendant finalement la couleur voulue), les couleurs du système Pantone sont obtenues à partir d'encres mélangées par le pressier avant d'imprimer. Le principe du Pantone d'origine reposait sur dix couleurs de base :
- 1. noir primaire (black) ;
- 2. blanc transparent (white transparent) pour éclaircir la couleur ;
- 3. jaune primaire (yellow) ;
- 4. rouge chaud (warm red) ;
- 5. rouge rubis (rubine red) ;
- 6. rouge rhodamine (rhodamine red), ou magenta ;
- 7. violet (purple) ;
- 8. bleu réflexe (reflex blue), sorte de bleu indigo très pur ;
- 9. bleu primaire (process blue), plus soutenu que le cyan ;
- 10. vert (green).

Le nuancier Pantone, que les imprimeurs appellent aussi « pantonier » et qui ne comprend pas moins de huit cents teintes, donne les proportions de chacune de ces dix teintes de base. Certaines couleurs sont obtenues soit avec deux primaires (une teinte pure et un dopage soit transparent pour éclaircir, soit noir pour assombrir), soit avec trois primaires (deux teintes et un dopage), soit avec quatre primaires (trois teintes et un dopage).
Dans les années 1980 et 1990, le système Pantone vient s'enrichir de cinq couleurs de base supplémentaires 
- rouge 032 (rouge pur) ;
- orange 021 (orange pur) ;
- jaune 012 (un jaune plus soutenu que le jaune primaire) ;
- violet
- bleu 072 (un bleu moins violacé que le reflex blue).

Ce qui porte à quinze les couleurs de base. Le nuancier est également étoffé avec des teintes fluorescentes et des nuances intermédiaires qui obligent à passer de trois à quatre chiffres le codage des couleurs supplémentaires. Pour garder la compatibilité en amont, les huit cents couleurs du premier nuancier continuent à être codées sur trois chiffres. Ainsi le Pantone 3005 est une nuance intermédiaire entre le Pantone 300 et le Pantone 301.
Dans les années 1990, Pantone invente un nouveau procédé de séparation des couleurs d'imprimerie, l'hexachromie, qui permet de reproduire un plus grand nombre de nuances (en particulier les teintes impossibles à réaliser en quadrichromie comme l'orange et le violet). Ce procédé nécessite un système d'impression à six unités d'encrage et des logiciels spécifiques pour la séparation en six couleurs. Les six couleurs primaires de l'hexachromie sont : noir, cyan, magenta, jaune, orange et vert. Suivant les cas, le vert peut être remplacé par le bleu reflex.
Les teintes Pantone sont principalement utilisées en imprimerie car le spectre CMJN ne permet pas d'obtenir toutes les teintes. Aussi, il convient souvent d'adjoindre à l'impression une cinquième voire une sixième teinte (ou plus) dite solide.
Elles relèvent de plusieurs gammes :
- Pantone C (coated), pour le papier couché ;
- Pantone U (uncoated), pour le papier non couché ;
- Pantone M (matted), pour le papier mat.

En amont de la production de ces couleurs, il y a les guides Pantone, feuilles cartonnées de 15 × 5 cm imprimées d'un côté avec une série de couleurs de même tonalité, et reliées en opuscule. Une page donnerait par exemple toutes les variantes de jaune, du clair au foncé. Les livrets sont réimprimés annuellement pour éviter que les couleurs ne se délavent avec le temps. Les valeurs assignées aux différentes couleurs peuvent également varier avec le temps et les rééditions.
L'idée de base du système Pantone est de choisir une couleur d'après les guides, et d'utiliser les nombres correspondants pour obtenir la variante correspondante (par exemple en demandant du « Pantone 655 »). La correspondance entre ordinateurs (qui utilisent le système Rouge vert bleu - RVB) et machines d'impression (sous CMJN) est encore aujourd'hui approximative.
Les valeurs Pantone sont devenues une telle référence que le Parlement écossais a débattu en février 2003 d'une mesure qui fixerait la couleur du drapeau à un Pantone 300, c'est-à-dire un bleu roi.
Les couleurs Pantone sont utilisées pour la spécification des couleurs dans l'industrie du textile (Pantone for Fashion and Home) avec un référencement différent mais aussi dans l'industrie du plastique. Pantone se diversifie aujourd'hui en proposant des solutions pour l'étalonnage des couleurs sur les écrans informatiques (en collaboration avec Gretag Macbeth).
La liste de couleurs de Pantone est soumise à des droits de propriété intellectuelle (en tant que copyright et non pas comme brevet logiciel) et n'est donc pas libre d'utilisation, ce qui explique que les valeurs Pantone ne sont pas disponibles dans les logiciels libres tels que GNU Image Manipulation Program (GIMP).

### Couleurs notables
- Pantone 109 C, 364 C & Black C : jaune, vert et noir déposés par John Deere (entreprise)[3]
- Pantone 123 C : jaune déposé par le Tour de France[4]
- Pantone 137 C : jaune-orange déposé par Champagne Veuve Clicquot Ponsardin pour ses champagnes
- Pantone 219 C : rose Poupée Barbie déposé par Mattel[5]
- Pantone 354 U : vert utilisé par l'Ordre national des pharmaciens[6]
- Pantone 448 C : couleur brun vert kaki utilisée pour l'emballage neutre des produits du tabac dans plusieurs pays
- Pantone 476 C : marron déposé par United Parcel Service (UPS) pour ses véhicules de livraison
- Pantone 1837 : vert émeraude du joaillier Tiffany & Co. pour ses packagings
- Pantone 18.1663TP : rouge utilisé en monochrome sur les semelles de chaussures par Christian Louboutin[7]
- Pink PP : rose fuschia lancé par Pierpaolo Piccioli pour la maison de haute-couture Valentino à partir de 2022[8]